# ニュースワイド (NHK大阪放送局)
「ニュースワイド640」と「ニュースワイド630」は、NHK大阪放送局で1976年4月5日から1988年4月1日まで放送されていた、平日夕方のローカルニュース番組。
1980年4月7日からはNHKニュースワイドが始まり、関西地方では本番組終了まで、朝と夕方に2つのニュースワイドが存在した。

## 概要
NHKの地域ニュースは1975年度まで7時のニュース（現・NHKニュース7）に続いて19時23分 - 19時30分に放送されていたが、これを18:40から20分間に拡大することになり、近畿管内では当番組が放送されることになった。その日のニュースをメインにシリーズ企画、スポーツ、文化芸能、くらしの情報などをコンパクトにまとめた。また、当番組はキャスターが顔出しで伝える方式が導入された。1982年4月5日からは放送時間が10分拡大し、『ニュースワイド640』から『ニュースワイド630』に改題された。

## 出演者

### キャスター
- 穴水重雄
- 明石勇
- 松川洋右
- 児玉志誠
- 井上善夫
- 伊丹賢太郎[2]
- 植木彰（ - 1984年9月）[3][4]
- 小谷伝（1984年10月 - ）[4]
- 佐藤誠[5][6][7]

### アシスタント
- 山本佳子
- 田中裕子
- 川崎京子[2][3]
- 高橋由美[4][5][6]
- 前島園佳[7]

## 放送時間
| 放送期間 | 放送期間 | 放送時刻           | 番組名            |
| -------- | -------- | ------------------ | ----------------- |
| 1976.4.5 | 1982.4.2 | 平日 18:40 - 19:00 | ニュースワイド640 |
| 1982.4.5 | 1988.4.1 | 平日 18:30 - 19:00 | ニュースワイド630 |

## 特記
- 番組名は近畿2府4県共通であったが、内容は各府県ごとに異なる事実上の「企画ネット番組」であったので大阪府以外ではそれぞれの放送局からのニュースなどに差し替えていた（このパターンは、現在までこの枠でほぼ踏襲されている。現在はコンセプトのみが企画ネットであり、タイトルは各府県別である）。
- 兵庫県は「ひょうご640→ひょうご630」、和歌山県は「ニュースワイド640わかやま→630わかやま」で放送。
- 「ニュースワイド640」のテーマソング（オーケストラの演奏）は東京・放送センターの「ニュースセンター640」のテーマソングと共有していた。
- オープニングは「640」時代は画面左下に「640（右下に"ニュースワイド"）」のロゴが入った字幕をいれ、その日の各府県ごとの注目ニュースの映像を入れたものであった。その後「630」と改題されてからはタイトルは大阪放送局が製作した近畿地方のランドサット映像、ないしは近畿地方の地図のグラフィックに統一されている[8]。